# J.O. Baumgardts pianofabrik
Baumgardt var en pianofabrik i Linköping, grundad 1871 av Johan Otto Baumgardt och Adolf Tenggren. Totalt tillverkades ca 11 000 pianon. Tillverkningen i Linköping upphörde 1968 då produktionen lades ut, först till Östlind & Almquist i Arvika och sedan till pianofabriken Fazer i Finland, där de sista instrumenten tillverkades 1974.